# Jett Klyne
Jett Klyne (Penticton, Columbia Británica, 15 de junio de 2009) es un actor canadiense, mejor conocido por su papel como Tommy Maximoff, uno de los hijos de la Bruja Escarlata en la serie del Universo cinematográfico de Marvel WandaVision (2021) y en la película Doctor Strange en el multiverso de la locura (2022).
En 2016, apareció en la película de terror The Boy.
En 2018, apareció en la película de suspenso y ciencia ficción The Humanity Bureau como la versión infantil del personaje de Nicolas Cage. Su madre, la actriz Destee Klyne, también tuvo un papel secundario en la película, y su padre, Paul Klyne, también estuvo involucrado en la producción como el doble de riesgo de Hugh Dillon. También apareció en la película de terror canadiense Z (2019).
En 2023, protagonizó la película dramática The Boy in the Woods.